# Victor Lyngdoh
Victor Lyngdoh (Wahlang, 14 gennaio 1956) è un arcivescovo cattolico indiano, dal 28 dicembre 2020 arcivescovo metropolita di Shillong.

## Biografia
È nato il 14 gennaio 1956 nel villaggio di Wahlang, nell'arcidiocesi di Shillong. 

### Formazione e ministero sacerdotale
Ha frequentato la scuola nel suo villaggio, per continuare gli studi presso il St. Paul's Apostolic School a Shillong. Ha completato gli studi ecclesiastici al Christ King College e all'Oriens Theological College di Shillong.
È stato ordinato presbitero il 25 gennaio 1987, incardinandosi nell'arcidiocesi di Shillong.

### Ministero episcopale
Il 30 gennaio 2006 papa Benedetto XVI ha eretto la diocesi di Nongstoin nominandolo contestualmente primo vescovo. Ha ricevuto l'ordinazione episcopale il 2 aprile successivo dall'arcivescovo Pedro López Quintana, nunzio apostolico in India, co-consacranti gli arcivescovi Dominic Jala, arcivescovo metropolita di Shillong, e Joseph Mittathany, arcivescovo metropolita di Imphal.
Il 12 maggio 2011 e il 26 settembre 2019 ha preso parte alla visita ad limina insieme ad altri vescovi indiani.
Il 15 ottobre 2016 papa Francesco lo ha nominato vescovo di Jowai. Ha preso possesso della diocesi il 20 novembre successivo.
Il 28 dicembre 2020 papa Francesco lo ha promosso arcivescovo metropolita di Shillong. Ha preso possesso dell'arcidiocesi il 6 febbraio 2021.

## Genealogia episcopale e successione apostolica
La genealogia episcopale è:
- Cardinale Scipione Rebiba
- Cardinale Giulio Antonio Santori
- Cardinale Girolamo Bernerio, O.P.
- Arcivescovo Galeazzo Sanvitale
- Cardinale Ludovico Ludovisi
- Cardinale Luigi Caetani
- Cardinale Ulderico Carpegna
- Cardinale Paluzzo Paluzzi Altieri degli Albertoni
- Papa Benedetto XIII
- Papa Benedetto XIV
- Papa Clemente XIII
- Cardinale Enrico Benedetto Stuart
- Papa Leone XII
- Cardinale Chiarissimo Falconieri Mellini
- Cardinale Camillo Di Pietro
- Cardinale Mieczysław Halka Ledóchowski
- Cardinale Jan Maurycy Paweł Puzyna de Kosielsko
- Arcivescovo Józef Bilczewski
- Arcivescovo Bolesław Twardowski
- Arcivescovo Eugeniusz Baziak
- Papa Giovanni Paolo II
- Arcivescovo Pedro López Quintana
- Arcivescovo Victor Lyngdoh

La successione apostolica è:
- Vescovo Wilbert Marwein (2023)
- Vescovo Joachim Walder (2023)
- Vescovo Ferdinand Dkhar (2023)
- Vescovo Bernard Laloo (2025)